# 그리스의 헌법 역사
그리스의 헌정사(그리스어: Συνταγματική ιστορία της Ελλάδας)는 그리스 독립 전쟁부터 시작되었고 그리스 근현대사에서 1975/1986/2001년의 헌법은 (독재 정권에 의해 부과된 1968년과 1973년 헌법을 제외하면) 민주적으로 채택된 헌법의 연속의 마지막이다.

## 그리스 헌법 목록
- 1822년의 그리스 헌법
- 1823년의 그리스 헌법
- 1827년의 그리스 헌법
- 1832년의 그리스 헌법
- 1844년의 그리스 헌법
- 1864년의 그리스 헌법
- 1911년의 그리스 헌법
- 1925년의 그리스 헌법
- 1927년의 그리스 헌법
- 1948년의 원고 헌법
- 1952년의 그리스 헌법
- 1968년의 그리스 헌법
- 1973년의 그리스 헌법
- 1975/1986/2001/2008년의 그리스 헌법

## 같이 보기
- 그리스 공화국의 역사